# Philly '76
Albums de Frank Zappa
Lumpy Money
(2009) Greasy Love Songs
(2010)
Philly '76 est un album posthume de Frank Zappa sorti le 15 décembre 2009. Il s'agit d'un double album offrant l'intégralité du concert donné au Spectrum Theater à Philadelphie le 29 octobre 1976. Le groupe de Zappa (chant, guitare) est alors constitué de Terry Bozzio (batterie), Patrick O'Hearn (basse), Eddie Jobson (claviers), Ray White (chant, guitare) et Bianca Odin (chant claviers),  qui fait des chœurs sur tous les morceaux et à qui Zappa confie le chant principal de titres comme Dirty Love, Advance Romance, You Didn't Try To Call Me et le blues  What Kind Of Girl Do You Think We Are?, ainsi qu'un solo de voix sur Black Napkins. 

## Titres

### CD 1
1. The Purple Lagoon — 3 min 36 s
2. Stink-Foot — 5 min 53 s
3. Poodle Lecture — 3 min 49 s
4. Dirty Love — 3 min 37 s
5. Wind Up Workin' In A Gas Station — 2 min 32 s
6. Tryin' To Grow A Chin — 4 min 02 s
7. The Torture Never Stops — 13 min 32 s
8. City Of Tiny Lites (incl. The Sanzini Brothers Pyramid Trick) — 7 min 47 s
9. You Didn't Try To Call Me — 6 min 32 s
10. Manx Needs Women — 1 min 45 s
11. Chrissy Puked Twice (qui deviendra le titre Tities 'n Beer) — 6 min 49 s

### CD 2
1. Black Napkins — 18 min 58 s
2. Advance Romance — 13 min 56 s
3. Honey, Don't You Want A Man Like Me? — 4 min 09 s
4. Rudy Wants To Buy Yez A Drink — 2 min 20 s
5. Would You Go All The Way? — 2 min 04 s
6. Daddy Daddy Daddy — 2 min 05 s
7. What Kind Of Girl Do You Think We Are? — 4 min 58 s
8. Dinah-Moe Humm — 8 min 10 s
9. Stranded In The Jungle (James Johnson, Ernestine Smith, Al Curry) — 6 min 32 s
10. Find Her Finer — 3 min 18 s
11. Camarillo Brillo — 4 min 04 s
12. Muffin Man — 6 min 55 s

## Musiciens
- Frank Zappa : guitare, voix
- Terry Bozzio : batterie, voix
- Ray White : guitare, voix, cloche
- Patrick O'Hearn : basse, voix
- Eddie Jobson : claviers, violon
- Bianca Odin : clavier, voix

## Production
- Production : Gail Zappa & Joe Travers
- Ingénierie : Frank Filipetti
- Direction musicale : Frank Zappa
- Conception pochette, direction artistique : Gail Zappa
- Graphismes : Michael Mesker
- Photos : Alan Smithee & John Rudiak